# Pădurea Hagieni (sit SPA)
Pădurea Hagieni este o arie protejată (arie de protecție specială avifaunistică — SPA) din România întinsă pe o suprafață de 1.414,8 ha, integral pe uscat.

## Localizare
Situl se întinde pe teritoriile administrative ale comunelor Albești și Limanu din județul Constanța. Centrul sitului Pădurea Hagieni este situat la coordonatele 43°47′56″N 28°28′07″E / 43.798756°N 28.4687°E.

## Înființare
Situl Pădurea Hagieni a fost declarat arie de protecție specială avifaunistică (ROSPA0094) în octombrie 2007 pentru a proteja o gamă diversă de specii avifaunistice.

## Biodiversitate
Situată în ecoregiunea stepică a Dobrogei, aria protejată nu include niciun habitat protejat. Situl se suprapune cu rezervația naturală Pădurea Hagieni.

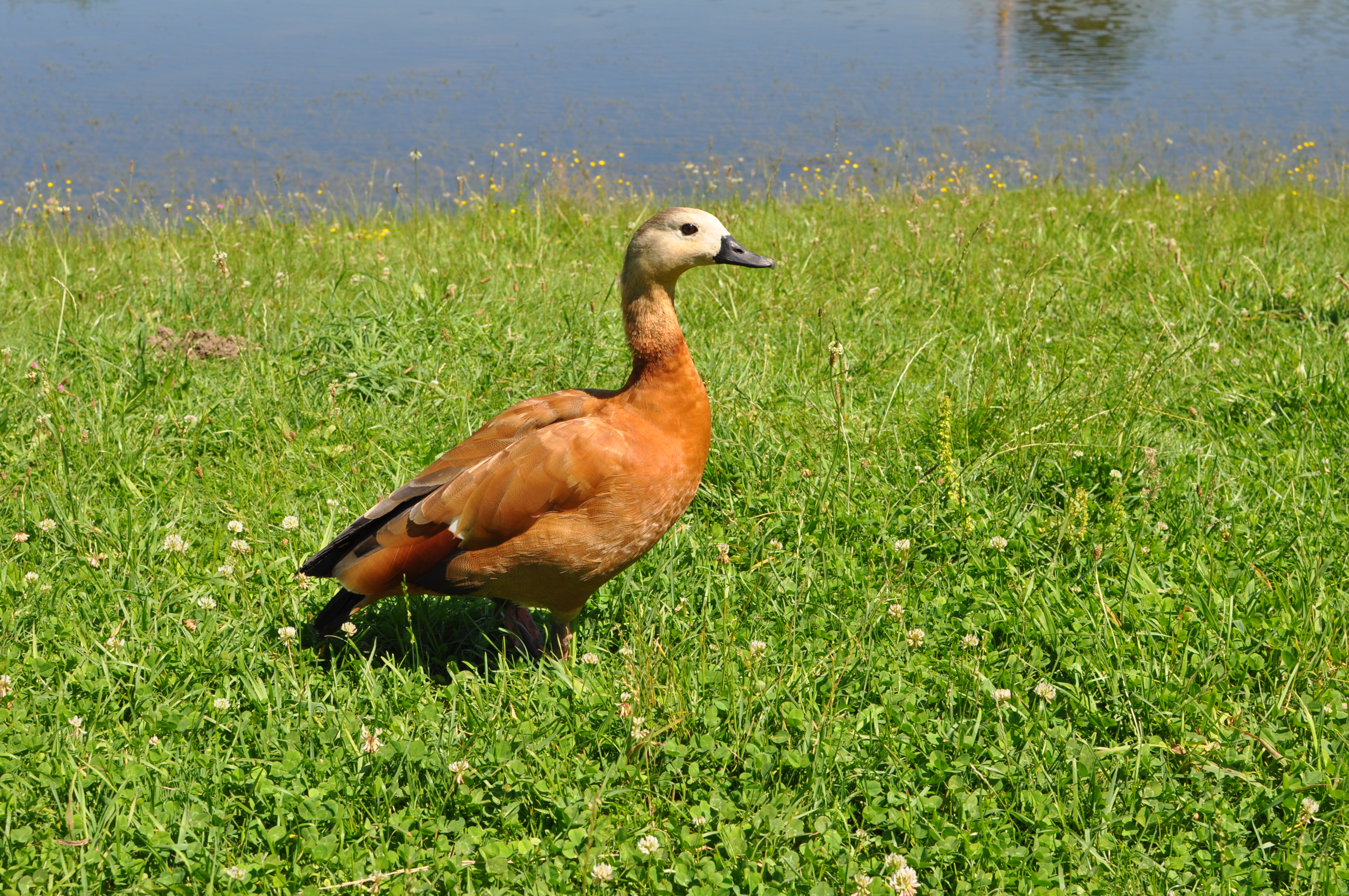
Călifar roșu (Tadorna ferruginea)

La baza desemnării sitului se află 120 specii de păsări protejate la nivel european sau aflate pe lista roșie a IUCN, astfel: uliu cu picioare scurte (Accipiter brevipes), uliu păsărar (Accipiter nisus), fluierar de munte (Actitis hypoleucos), ciocârlie de câmp (Alauda arvensis), pescăruș albastru (Alcedo atthis), rață sulițar (Anas acuta), rață lingurar (Anas clypeata), rață pitică (Anas crecca), rață fluierătoare (Anas penelope), rață cârâitoare (Anas querquedula), rață pestriță (Anas strepera), gârliță mare (Anser albifrons), gâscă cenușie (Anser anser), fâsă de câmp (Anthus campestris), fâsă de pădure (Anthus trivialis), acvilă de câmp (Aquila heliaca), stârc cenușiu (Ardea cinerea), ciuf de pădure (Asio otus), rață cu cap castaniu (Aythya ferina), rață moțată (Aythya fuligula), rață sunătoare (Bucephala clangula), pasărea ogorului (Burhinus oedicnemus), șorecar comun (Buteo buteo), șorecar încălțat (Buteo lagopus), șorecar mare (Buteo rufinus), ciocârlie-cu-degete-scurte (Calandrella brachydactyla), caprimulg (Caprimulgus europaeus), prundăraș de sărătură (Charadrius alexandrinus),  chirighiță cu obraz alb (Chlidonias hybridus), prundaș gulerat mic (Charadrius dubius), chirighiță-cu-obraz-alb (Chlidonias hybridus), chirighiță neagră (Chlidonias niger), chirighiță cu aripi albe (Chlidonias leucopterus), șerpar (Circaetus gallicus), erete de stuf (Circus aeruginosus), erete vânăt (Circus cyaneus), erete alb (Circus macrourus), erete sur (Circus pygargus), botgros (Coccothraustes coccothraustes), porumbel de scorbură (Columba oenas), porumbel gulerat (Columba palumbus), dumbrăveancă (Coracias garrulus), prepeliță (Coturnix coturnix), cuc (Cuculus canorus), lebădă de vară (Cygnus olor), ciocănitoare de grădină (Dendrocopos syriacus), ciocănitoare neagră (Dendrocopos martius), ciocănitoare pestriță mijlocie (Dendrocopos medius), egretă albă (Egretta alba), presură sură (Emberiza calandra), presură de munte (Emberiza cia), presură de grădină (Emberiza hortulana), presură cu cap negru (Emberiza melanocephala), șoim dunărean (Falco cherrug), șoimul rândunelelor (Falco subbuteo), șoim de iarnă (Falco columbarius), vânturel de seară (Falco vespertinus), vânturel roșu (Falco tinnunculus), muscar gulerat (Ficedula albicollis), muscar mic (Ficedula parva), ciocârlan (Galerida cristata), becațină comună (Gallinago gallinago), găinușă de baltă (Gallinula chloropus), piciorong (Himantopus himantopus), frunzăriță galbenă (Hippolais icterina), rândunică (Hirundo rustica), frunzăriță cenușie (Iduna pallida), capîntortură (Jynx torquilla), sfrâncioc roșiatic (Lanius collurio), sfrânciocul cu frunte neagră (Lanius minor), sfrânciocul cu cap roșu (Lanius senator), pescăruș argintiu (Larus cachinnans), pescăruș râzător (Larus ridibundus), pescăruș sur (Larus canus), pescăruș cu cap negru (Larus melanocephalus), pescărușul mic (Larus minutus), ciocârlie de pădure (Lullula arborea), privighetoare roșcată (Luscinia megarhynchos), ciocârlie de bărăgan (Melanocorypha calandra), prigorie (Merops apiaster ), gaie neagră (Milvus migrans), codobatură albă (Motacilla alba), codobatură galbenă (Motacilla flava), rață cu ciuf (Netta rufina), stârc de noapte (Nycticorax nycticorax), pietrar răsăritean (Oenanthe isabellina), grangur (Oriolus oriolus), pietrar sur (Oenanthe oenanthe), pietrar negru (Oenanthe pleschanka), grangur (Oriolus oriolus),  ciuș (Otus scops), pelican creț (Pelecanus crispus),viespar (Pernis apivorus), cormoran mare (Phalacrocorax carbo), cormoran mic (Phalacrocorax pygmeuss), bătăuș (Philomachus pugnax), codroș de munte (Phoenicurus ochruros), ciocănitoare verzuie (Picus canus), corcodel-cu-gât-roșu (Podiceps grisegena), corcodel-cu-gât-negru (Podiceps nigricollis), cresteț pestriț (Porzana porzana), cristei-de-baltă (Rallus aquaticus aquaticus), ciocîntors (Recurvirostra avosetta), lăstun de mal (Riparia riparia), mărăcinar negru (Saxicola torquatus), cănăraș (Serinus serinus), turturică (Streptopelia turtur), lăcustar (Sturnus roseus), silvie cu cap negru (Sylvia atricapilla), silvie de zăvoi (Sylvia borin), silvie de câmpie (Sylvia communis), corcodel mic (Tachybaptus ruficollis), călifar roșu (Tadorna ferruginea),călifar alb (Tadorna tadorna), fluierarul de zăvoi (Tringa ochropus), fluierar cu picioare roșii (Tringa totanus), pupăză (Upupa epops) și nagâț (Vanellus vanellus)..